# Encyclopædia Iranica
Die Encyclopædia Iranica (abgekürzt auch EIr oder EncIr) ist eine englischsprachige akademische Spezialenzyklopädie des Fachbereichs Iranistik und wurde bis zu seinem Tod im September 2018 von Ehsan Yarshater herausgegeben. Sie ist ein Projekt des Center for Iranian Studies der Columbia University und das wichtigste und autoritativste Nachschlagewerk der Iranistik. Ziel der Encyclopædia Iranica ist die Erstellung einer umfassenden Enzyklopädie, die die gesamte Breite der iranischen Zivilisation im Nahen und Mittleren Osten, im Kaukasus, in Zentralasien und auf dem Indischen Subkontinent von der Ur- und Frühgeschichte über die Antike bis zur Moderne abdeckt. Im Mittelpunkt stehen dabei sowohl das geografische Iran als auch die iranischen Völker, ihre Sprachen, ihre Kulturen, sowie ihre Interaktionen mit anderen Völkern und Gemeinschaften.
Die Encyclopædia-Iranica-Artikel sind alphabetisch angeordnet und werden durchgängig von ausgewiesenen Fachleuten aus aller Welt verfasst, vor allem jedoch aus Europa und den USA. Das Werk befindet sich noch immer im Entstehen, bislang sind 15 Bände erschienen, geplant sind insgesamt 45 Bände. Die Einträge der Encyclopædia Iranica sind in amerikanischem Englisch verfasst, um „diese einem breiteren Publikum weltweit verfügbar zu machen“. Eine Übersetzung ins Persische ist geplant und soll begonnen werden, sobald das Werk fertiggestellt ist.
Fast alle vorhandenen Artikel sind online frei zugänglich, dies gilt auch für die noch nicht im Druck erschienenen.
Seit 2017 besteht ein Rechtsstreit über die Publikationsrechte zwischen der Columbia University und der von Ehsan Yarshater gegründeten Encyclopædia Iranica Foundation. Die Columbia University bestreitet, dass die Foundation das Urheberrecht besitzt und hat sich einseitig entschieden, einen Vertrag mit dem bekannten Verlag Brill abzuschließen, wogegen die Foundation darauf besteht, dass sie die Publikationsrechte besitzt.
Seit 2025 fungiert Touraj Daryaee als Hauptherausgeber.

## Geschichte
Die Idee zur Encyclopædia Iranica entstand 1969 aus einem Vorschlag Ehsan Yarshaters, die renommierte Encyclopaedia of Islam ins Persische zu übersetzen. Weil aber die Behandlung verschiedener Themen zur Iranistik in der Encyclopaedia of Islam als ungenügend betrachtet wurde, sollte die vorgeschlagene Übersetzung zusätzliches Material enthalten, um die Defizite zu korrigieren – vergleichbar mit der Türk İslâm Ansiklopedisi. Publikationen dieser erweiterten Enzyklopädie, im Persischen Dānešnāma-ye Īrān wa Islām („Enzyklopädie des Irans und Islams“) genannt, begannen 1975. 10 Faszikel waren schon herausgegeben, bevor das Projekt aufgrund der politischen Tumulte in Iran 1980 eingestellt werden musste. Das Werk wurde zwar 1992 in neuer und radikal veränderter Fassung republiziert, doch hatte die Islamische Revolution es quasi zum Erliegen gebracht.
Ehsan Yarshater hatte aber schon 1972 die Idee, zeitgleich ein englischsprachiges Gegenstück zur Dānešnāma zu erstellen. Dieses sollte gänzlich anders sein als die Encyclopaedia of Islam und nur akademische Originaltexte von Fachwissenschaftlern enthalten. Der erste gedruckte Faszikel dieser neuen – von nun an Encyclopædia Iranica genannten – Enzyklopädie wurde 1982 publiziert, der erste Buchband 1985. Die ersten Bände wurden von Routledge and Kegan Paul, Ltd. publiziert, die anschließenden von Mazda Publishers. Bereits die ersten publizierten Bände haben die Encyclopædia Iranica rasch als ein wissenschaftliches Referenzwerk von größter Bedeutung etabliert. Bis 2012 waren schon über 6600 Artikel fertiggestellt, die teils die Länge eines Fachaufsatzes haben und in der digitalen Internet-Edition, die seit 1996 in Betrieb ist, online kostenlos einsehbar sind.

## Enzyklopädische Breite
“The Encyclopaedia Iranica is designed as a research tool responding to the needs of scholars, specialists, and students in Iranian studies and related fields. It aims at filling an important gap in the range of available reference sources which deal with the history and culture of the Middle East.”

„Die Encyclopaedia Iranica ist als Forschungsinstrument konzipiert, das auf die Bedürfnisse von Wissenschaftlern, Spezialisten und Studenten in Iranistik und verwandten Bereichen eingeht. Es zielt darauf ab, eine wichtige Lücke in der Palette der verfügbaren Referenzquellen zu schließen, die sich mit der Geschichte und Kultur des Nahen Ostens befassen.“

Die enzyklopädische Breite der Encyclopædia Iranica überspannt folgende Fachrichtungen und Themengebiete:
Anthropologie, Archäologie, Alte Geschichte, Numismatik, Epigraphik, Astronomie, Astrologie, Geographie, Kunstgeschichte, Ethnologie, Soziologie, Wirtschaft, Religionsgeschichte (mit besonderer Betonung der Islamischen Geschichte), Philosophie, Mystik, Wissenschafts- und Medizingeschichte, Botanik, Zoologie, Folklore, Politikwissenschaft, Entwicklung und Geschichte der Landwirtschaft, der Industrie, der Internationalen Beziehungen, der Militärgeschichte sowie die Geschichte der Diplomatie. Biographien lebender Personen sind im Werk nicht enthalten.
Die Artikel sind insgesamt auf einem hohen wissenschaftlichen Niveau verfasst und erreichen durch die Aufteilung in mehrere Unterabschnitte teilweise die Länge eines Buches. Einige geben eine speziell „persische“ Betrachtung eines bestimmten Gebietes wieder, so z. B. der Flora und Fauna oder der Kunst. Viele dieser Artikel sind durch ihre Spezialisierung für Fachleute von hohem Interesse (zum Beispiel die ausführlichen Artikel zu den spätantiken Acts of the Persian Martyrs oder zum neuzeitlichen persischen Roman Būf-e kūr). Damit spricht die Encyclopædia Iranica in erster Linie Studenten und Spezialisten der Fachbereiche Orientalistik und Iranistik an, betont jedoch, dass interessierte Leser und Forscher anderer Fachrichtungen ebenfalls vom Werk profitieren können sollen.

## Autoren
Die Encyclopædia Iranica entsteht durch internationale Kooperation und beruft sich dabei auf aktuell führende Gelehrte und Autoren der jeweiligen Fachrichtung. Dadurch soll die Qualität und Zuverlässigkeit des Werkes langfristig gesichert werden. Ein Gremium von zurzeit 38 renommierten Spezialisten (Consulting Editors) steht dem Herausgeber beratend zur Seite und kontrolliert oder empfiehlt neue Artikel und Autoren. Die Einträge im Werk werden ausschließlich per Einladung angefordert, die Qualität der Artikel wird anschließend per Peer-Review durch zwei weitere Experten überprüft. Dadurch sollen nicht nur fachliche Reliabilität, sondern auch Objektivität und politische Unabhängigkeit sichergestellt werden.
Circa 1300 Autoren weltweit haben sich bis jetzt mit Artikeln in verschiedenen Originalsprachen, darunter Englisch, Persisch, Russisch, Türkisch und Chinesisch, an der Encyclopædia Iranica beteiligt, wobei die nicht auf Englisch verfassten Artikel sämtlich übersetzt wurden. Allein im ersten Band waren 285 verschiedene Autoren vertreten.
Zu den bekanntesten Autoren gehören:
| Name                         | Spezialgebiet                                                               | Assoziiert mit                                                |
| ---------------------------- | --------------------------------------------------------------------------- | ------------------------------------------------------------- |
| Clifford Edmund Bosworth (†) | Orientalistik und Arabistik                                                 | Princeton University                                          |
| Mary Boyce (†)               | Iranistik                                                                   | University of London (School of Oriental and African Studies) |
| Jean Calmard                 | Theologie und Religionswissenschaft                                         | Université de Paris                                           |
| Richard Nelson Frye (†)      | Orientalistik und Iranistik                                                 | Harvard University                                            |
| Dimitri Gutas                | Arabistik und Gräzistik                                                     | Yale University                                               |
| Erich Kettenhofen            | Alte Geschichte                                                             | Universität Trier                                             |
| Georg Morgenstierne (†)      | Iranistik und Indogermanistik                                               | Universität Oslo                                              |
| Lutz Richter-Bernburg        | Islamwissenschaften (spezialisiert auf Medizin im mittelalterlichen Orient) | Universität Tübingen                                          |
| Zabihollah Safa (†)          | Iranistik                                                                   | Universität Teheran                                           |
| Annemarie Schimmel (†)       | Islamwissenschaften                                                         | Universität Bonn                                              |
| Nicholas Sims-Williams       | Orientalistik und Iranistik                                                 | University of London                                          |
| Josef Wiesehöfer             | Alte Geschichte                                                             | Universität Kiel                                              |
| Ehsan Yarshater (†)          | Orientalistik und Iranistik                                                 | University of Columbia                                        |

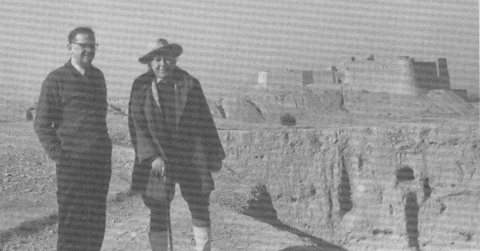
Richard Nelson Frye (l.) und Roman Ghirshman, 1966, Iran
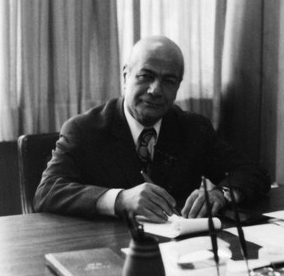
Zabihollah Safa in seinem Büro in Teheran, ~ 1975
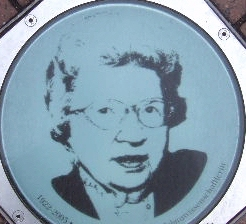
Annemarie Schimmel – Glasplatte in der Bonngasse (Bonn)
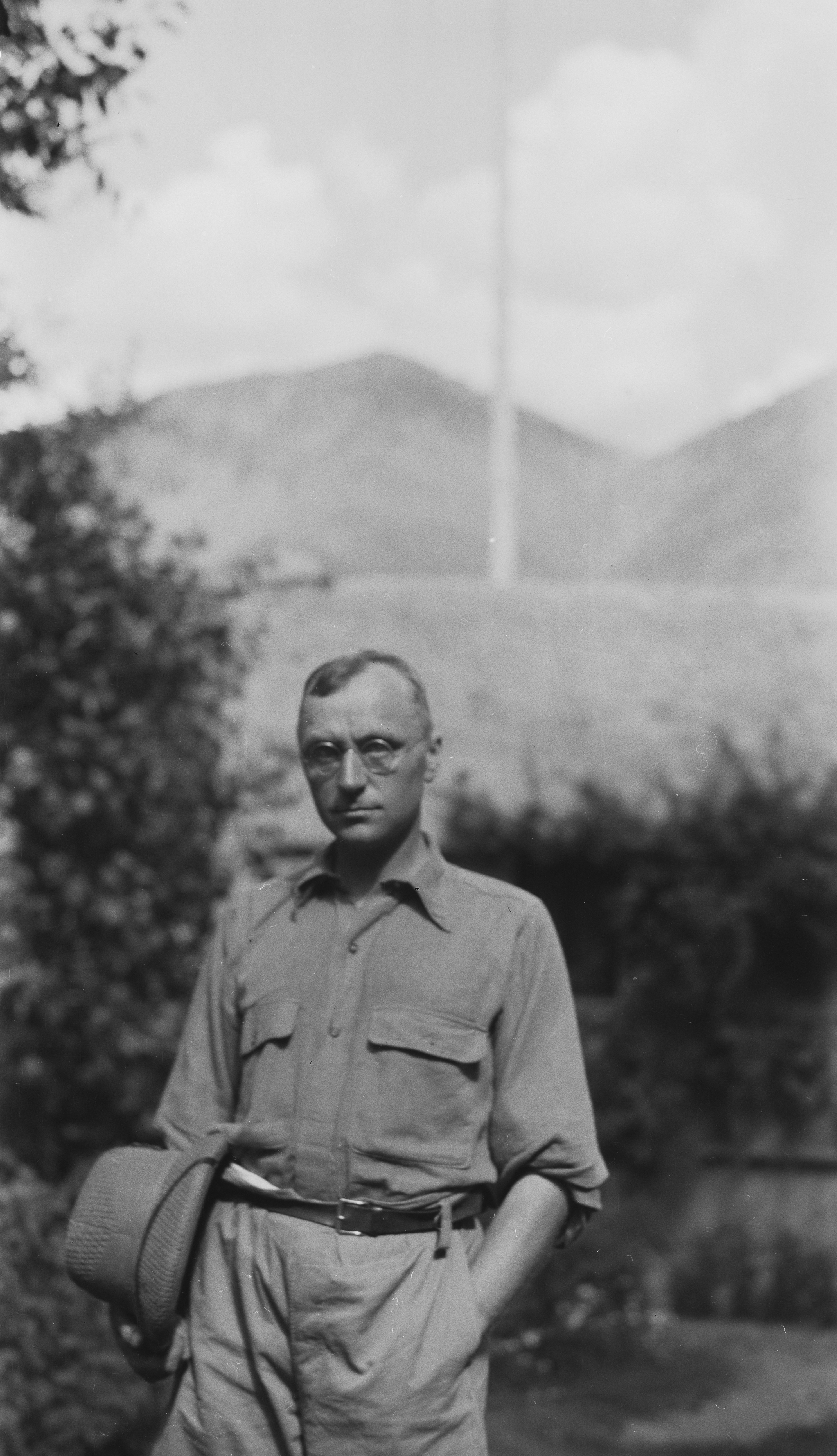
Georg Morgenstierne

## Finanzierung
Die Encyclopædia Iranica wird hauptsächlich durch Spenden finanziert. Zu diesem Zweck wurde 1990 die Encyclopædia Iranica Foundation gegründet. Etwa ein Drittel der finanziellen Mittel wird vom US-amerikanischen National Endowment for the Humanities bereitgestellt. Von diesem wird die Encyclopædia Iranica seit 1979 als ein Schwerpunktprojekt gelistet. Weitere Sponsoren sind die Getty Foundation (seit 1990), das American Council of Learned Societies (seit 1997), sowie die Union Académique Internationale (seit 1997).
Aktuell besteht ein Konflikt zwischen der Columbia University und der Encyclopædia Iranica Foundation, der vor allem das Urheberrecht und die Finanzierung betrifft. Die Foundation erklärte die Zusammenarbeit 2018 für beendet und reichte im August 2019 Klage gegen die Universität ein. Aus diesem Grunde ruht die Arbeit an der Enzyklopädie bis auf weiteres.

## Rezeption
“Encyclopaedia Iranica is indispensable for any scholarly work of specialists in the fields of Iranian and Islamic Studies. [It] deserves the highest praise and full support.”

“A real tour de force. There is no project in the entire Middle Eastern field more worthy of support than the Encyclopaedia Iranica.”

Die Reaktionen zur Encyclopædia Iranica waren von Anfang an äußerst positiv; sie wird weltweit von zahlreichen Orientalisten und Iranisten gelobt. Werner Sundermann beurteilte den Wert der Enzyklopädie in einer ersten Besprechung mit folgenden Worten:

„In ihrer Bedeutung für die iranische Wissenschaft kann die Enzyklopädie wohl nur mit dem ‚Grundriß der iranischen Philologie‘ verglichen werden. […] Sie ist die Summe einer Iranforschung im weiteren Sinne, die es grundsätzlich mit allen Gegenständen auf iranischem Boden zu tun hat.“

Im direkten Vergleich zur Encyclopaedia of Islam wird oft hervorgehoben, dass in der Encyclopædia Iranica der Bereich der Kunst und Architektur eine weitaus größere Rolle spiele. Besonderes Lob erhält das Werk für die Fülle an Themen, die behandelt werden, für die ausbalancierte Darstellung verschiedener Epochen, die hohe Qualität der einzelnen Artikel, sowie die sorgfältige Ausarbeitung und Dokumentation, die diese auszeichnen. Kritische Stimmen gibt es lediglich zu kleineren Versehen und Fehlern, die in einem so großen Projekt jedoch unvermeidbar sind. Praktisch alle Rezensionen stimmen darin überein, dass die Encyclopædia Iranica ihr erklärtes Ziel erreicht und sich mittlerweile als maßgebliches, unentbehrliches Referenzwerk ihres Fachbereiches etabliert hat.

## Publikationen
Bisher gedruckte Publikationen:
- Band 1, ĀB – ANĀHID, 1985, ISBN 0-7100-9099-4.
- Band 2, ANĀMAKA – ĀṮĀR AL-WOZARĀʾ, 1987, ISBN 0-7100-9110-9.
- Band 3, ĀTAŠ – BEYHAQI, 1989, ISBN 0-7100-9121-4.
- Band 4, BĀYJU – CARPETS, 1990, ISBN 0-7100-9132-X.
- Band 5, CARPETS – COFFEE, 1992, ISBN 0-939214-79-2.
- Band 6, COFFEEHOUSE – DĀRĀ, 1993, ISBN 1-56859-007-5.
- Band 7, DĀRĀ(B) – EBN AL-AṮIR, 1996, ISBN 1-56859-028-8.
- Band 8, EBN ʿAYYĀŠ – EʿTEŻĀD-AL-SALṬANA, 1998, ISBN 1-56859-058-X.
- Band 9, ETHÉ – FISH, 1999, ISBN 0-933273-35-5.
- Band 10, FISHERIES – GINDAROS, 2001, ISBN 0-933273-56-8.
- Band 11, GIŌNI – HAREM I, 2003, ISBN 0-933273-71-1.
- Band 12, HAREM I – ILLUMINATIONISM, 2004, ISBN 0-933273-81-9.
- Band 13, ILLUMINATIONISM – ISFAHAN VIII, 2006, ISBN 978-0-933273-95-5.
- Band 14, ISFAHAN IX – JOBBĀʾI, 2008, ISBN 978-1-934283-08-0.
- Band 15, JOČI – KĀŠḠARI, SAʿD-AL-DIN, 2011, ISBN 978-1-934283-29-5.
- Band 16, KASHAN – KEŠAʾI DIALECT, 2020